# L'Enfer des pauvres
Pour plus de détails, voir Fiche technique et Distribution.
L'Enfer des pauvres (titre original : Mutter Krausens Fahrt ins Glück) est un film allemand muet réalisé par Phil Jutzi, sorti en 1929.

## Synopsis
Le film se passe dans le quartier ouvrier berlinois de Wedding. Mère Krause sous-loue son minuscule appartement à une prostituée et à son souteneur. Y vivent en outre sa fille et son fils. Accusée à tort d'avoir gardé pour elle de l'argent qu'elle devait remettre à son patron, elle décide d'ouvrir le gaz et d'emmener avec elle dans la mort le fils de la prostituée en ayant ce dernier mot Pauvre gosse, qu'as-tu à faire dans ce monde misérable ? Viens, Maman Krause t'emmène avec elle au pays du bonheur.

## Fiche technique
- Titre : Mutter Krausens Fahrt ins Glück
- Titre français : L'Enfer des pauvres
- Réalisation : Phil Jutzi
- Scénario : Willy Döll, Jan Fethke, Otto Nagel, Heinrich Zille
- Cinématographie : Phil Jutzi
- Direction artistique : Karl Haacker, Robert Scharfenberg
- Musique : Paul Dessau
- Pays d'origine :  Allemagne  Allemagne
- Producteurs : Willi Münzenberg
- Sociétés de production : Prometheus Film
- Durée : 121 minutes
- Genre : Drame, docufiction
- Format : Noir et blanc - 1,33:1 - Muet
- Dates de sortie : 
  - Allemagne  République de Weimar : 30 décembre 1929

## Distribution
- Alexandra Schmitt : mère Krause
- Holmes Zimmermann
- Ilse Trautschold
- Gerhard Bienert
- Vera Sacharowa
- Friedrich Gnaß
- Fee Wachsmuth
- Heinrich Zille

## Analyse
Ce « film prolétarien » est un drame et un document sur les conditions de vie en Allemagne dans les classes pauvres dans les dernières années de la République de Weimar. Lors de la prise du pouvoir des nazis en 1933, le film a été immédiatement interdit[réf. nécessaire], car le motif sous-jacent était que le communisme seul pouvait sauver le monde de la misère...